# Gugești, Vaslui
Gugești este un sat în comuna Boțești din județul Vaslui, Moldova, România.

## Personalități
- Constantin I. Toma (n. 1935), botanist-morfolog, membru al Academiei Române.

 Acest articol despre o localitate din județul Vaslui este deocamdată un ciot. Puteți ajuta Wikipedia prin completarea lui.